# Cristina Battocletti
Cristina Battocletti (Udine, 15 luglio 1972) è una giornalista e scrittrice italiana.

## Biografia
Nata a Udine, è cresciuta a Cividale del Friuli. Laureata in giurisprudenza, nel 1997 entra alla Scuola di giornalismo IFG, istituto Carlo De Martino e dal 1998 comincia a collaborare con Il Diario della settimana, diretto da Enrico Deaglio, iO Donna e Max.
Dal 1999 lavora a Radio 24; nel 2005 passa alla redazione del Lunedì del Sole 24 Ore e dal 2006 fa parte della redazione del supplemento culturale del Sole 24, Domenica, in cui si occupa delle pagine di spettacoli, scrive di cinema, di letteratura mitteleuropea, balcanica e di Trieste.
Da ottobre 2023 è ospite della trasmissione TQFC in onda su Rai 2 con Lodo Guenzi e sempre per la RAI ha commentato il ciclo di trasmissioni televisive L'altro Novecento e Sciarada - Il Circolo delle Parole di Isabella Donfrancesco e Alessandra Urbani su Rai 5. 
Collabora con Gli Asini di Goffredo Fofi e con Doppiozero di Marco Belpoliti. 
Con la giornalista e scrittrice Giuseppina Manin e il comitato scientifico poetico composto da Nicola Gardini, Giorgio Ghiotti, Vivian Lamarque, Vittorio Lingiardi e l'appoggio di Luca Formenton e Piergaetano Marchetti ha dato vita nel 2018 a Poetry and the city, costola poetica di Bookcity.
Nel settembre 2019 scrive il libretto d'opera contro il femminicidio Re di donne con musiche di John Palmer, opera rappresentata al Teatro lirico sperimentale di Spoleto Adriano Belli, con la regia di Alessio Pizzech.
Come scrittrice si segnala per la co-scrittura di Figlio di nessuno (Rizzoli, 2012), autobiografia di Boris Pahor, candidato al Nobel per la Letteratura, scomparso il 30 maggio 2022, ripubblicato dalla Nave di Teseo nel giugno 2022 nell’edizione ampliata con il suo testamento per le nuove generazioni. Nel 2015, esce il romanzo La mantella del diavolo, recensito da Fahrenheit su Rai Radio 3, tradotto in sloveno da Patricija Maličev; segue nel 2017 Bobi Bazlen. L'ombra di Trieste, lavoro biografico dedicato a Roberto Bazlen,  vincitore del Premio letterario internazionale Nino Martoglio e del Premio letterario Giovanni Comisso, sezione Biografia e considerato uno dei migliori libri del 2017 da “La lettura” del “Corriere della Sera”.
Nell’aprile 2021 è uscita la sua biografia su Giorgio Strehler, Giorgio Strehler. Il ragazzo di Trieste. Vita, morte e miracoli con La Nave di Teseo. Su Radio Rai 3 Suite ha realizzato un ciclo di cinque puntate sulla vita del regista triestino dal titolo Giorgio Strehler: memorie e voci. A cento anni dalla nascita del grande regista, andate in onda dal 14 al 18 dicembre 2021. A settembre 2023 è uscito per La Nave di teseo il romanzo Epigenetica, considerato uno dei migliori libri del 2023 nella classica di qualità de La lettura del Corriere della Sera e vincitore del PREMIO MERANO EUROPA '24, Premio Flaiano 2024 e del Premio Dolores Prato 2024.
Dal 2020 è membro della giuria del Premio letterario Giovanni Comisso.

### Vita privata
Ha due figlie, Olga e Nora, avute dalla relazione con il giornalista e scrittore Gianni Barbacetto con cui è stata sposata per dieci anni. È sposata con Michele Crisostomo.

## Opere
- Figlio di nessuno: un'autobiografia senza frontiere con Boris Pahor, Rizzoli, Milano 2012, ISBN 978-88-17-05513-0,
- La mantella del diavolo, romanzo, Bompiani, 2015, ISBN 978-88-452-7915-7
- Bobi Bazlen. L'ombra di Trieste, La Nave di Teseo, 2017, ISBN 978-88-934-4251-0
- Hudičevo ogrinjalo, Založba Sanje, Ljubljana 2019, ISBN 978-961-274-602-5, traduzione in sloveno di Patricija Maličev de La mantella del diavolo
- Giorgio Strehler. Il ragazzo di Trieste. Vita, morte e miracoli. Cristina Battocletti, La Nave di Teseo, Milano, ISBN 9788834605134
- Epigenetica, La Nave di Teseo, 2023, ISBN 978-88-346-1500-3

## Premi
- 1994 Premio Grinzane Cavour Scrivi il tuo sabato sera (giuria composta da Paolo Mauri, Fabrizio De André, Giulio Einaudi, Enzo Golino, Michele Mari, Ugo Perone, Gianni Rocca, Giuliano Soria e Demetrio Volčič)
- 1995 Premio Serenissima, I edizione, Università ‘Ca Foscari di Venezia con il racconto inedito Scarpe (giuria composta da Silvio Ramat, Mario Ruggenini, Mario Barenghi)
- 1997 Premio Città di Torino, XII edizione con il racconto inedito Dita, pubblicato sulla rivista Cultura e società, anno XVII, quarto trimestre
- 1998 Premio Città di Gorizia per il racconto inedito Vapore e sudore, pubblicato in AA.VV., Oronero, Leg. Gorizia,  ISBN 88-86928-29-7
- 2012 Premio Manzoni - Città di Lecco, per il romanzo storico Figlio di nessuno[17]
- 2015 Premio Latisana[18] finalista al premio Bergamo[19], finalista al Premio Letterario Nazionale Rapallo Carige, vinto da Sara Rattaro;[20] finalista al Premio Asti Corte d'Appello[21] per La mantella del diavolo,
- 2017 Premio Martoglio categoria saggistica per Bobi Bazlen. L’ombra di Trieste[22]
- 2018 Premio Comisso per Bobi Bazlen. L’ombra di Trieste.[23]
- 2024 Premio Merano, Premio Flaiano e Premio Dolores Prato per Epigenetica [24][25][26][27]